# 安特·戈托维纳
安特·戈托维纳（1955年10月12日—），克罗地亚独立战争中的英雄，1991年南斯拉夫解体时，发动闪电战消灭塞尔维亚克拉伊纳共和国，战后因战争罪和反人类罪被国际法庭宣布为战犯。2012年被无罪释放。

## 生平
1955年，出生于南斯拉夫扎达尔县。
1972年，加入法国海外军团。
1974年，先后参加在吉布提、乍得、扎伊尔、象牙海岸、巴基斯坦军事行动。
1977年，加入法国国籍，被授予下士军衔。
1982年，在危地马拉、哥伦比亚、巴拉圭当军事教官，训练右翼准军事部队。
1991年，克罗地亚宣布独立。
1992年，被任命为第六战区司令。
1994年，被授予上将，出任克罗地亚军队总检查长。
1995年，参与指挥“闪电行动”、“风暴作战”。
2000年，遭到国际刑事法庭调查。
2001年，被指控犯有战争罪和反人类罪。
2005年，在加那利群岛被捕。
2012年，国际刑事法庭裁决，罪名不成立，当庭释放。
2015年，出任国土安全委员会委员。